# Duganella fentianensis
Duganella fentianensis es una bacteria gramnegativa del género Duganella. Fue descrita en el año 2020. Su etimología hace referencia a Fentián, en China. Es anaerobia facultativa y móvil por flagelo. Tiene un tamaño de 0,9-1 μm de ancho por 1,5-2 μm de largo. Forma colonias cremosas y convexas. Temperatura de crecimiento entre 4-34 °C, óptima de 24 °C. Catalasa y oxidasa positivas. Es sensible a los antibiótiocos amikacina, gentamicina, kanamicina, neomicina, doxiciclina, norfloxacino, ciprofloxacino y vancomicina. Resistente a oxacilina y clindamicina. Tiene un contenido de G+C de 60,9%. Se ha aislado de un río en China. 